# Velíková
Velíková je vesnice, část okresního města Zlín. Nachází se asi 9 km na severovýchod od Zlína. Je zde evidováno 206 adres. Trvale zde žije 645 obyvatel.
Velíková je také název katastrálního území o rozloze 3,51 km2.
Velíková je obsluhována autobusovými linkami 35, 36, 46 a  47 zlínské MHD.

## Název
V písemných dokladech do 17. století je vesnice zapisována jako Velkov. Původní tvar mohl znít i Velíkov a byl odvozen od osobního jména Velek nebo Velík, což byly domácké podoby některého jména začínajícího na Vele- (např. Velebor, Velislav), význam místního jména byl "Vel(í)kův majetek". Přechod do ženského rodu je doložen od druhé poloviny 17. století.

## Památky
- Nachází se zde kaple svatého Cyrila a Metoděje.
- Mariánská Boží muka a Křížová cesta v severní části obce